# 428 (szám)
A 428 (római számmal: CDXXVIII) egy természetes szám.

## A szám a matematikában
A tízes számrendszerbeli 428-as a kettes számrendszerben 110101100, a nyolcas számrendszerben 654, a tizenhatos számrendszerben 1AC alakban írható fel.
A 428 páros szám, összetett szám, kanonikus alakban a 22 · 1071 szorzattal, normálalakban a 4,28 · 102 szorzattal írható fel. Hat osztója van a természetes számok halmazán, ezek növekvő sorrendben: 1, 2, 4, 107, 214 és 428.
Tizenhétszögszám.
A 428 négyzete 183 184, köbe 78 402 752, négyzetgyöke 20,68816, köbgyöke 7,53612, reciproka 0,0023364. A 428 egység sugarú kör kerülete 2689,20331 egység, területe 575 489,50866 területegység; a 428 egység sugarú gömb térfogata 328 412 679,6 térfogategység.